# Peralejos
Peralejos es un municipio y localidad española de la provincia de Teruel, en la comunidad autónoma de Aragón. Está situado en el valle del río Alfambra, a los pies de la sierra del Pobo. El término municipal, que pertenece a la comarca de la Comunidad de Teruel, tiene una población de 89 habitantes (INE 2024).

## Geografía
Integrado en la comarca de Comunidad de Teruel, se sitúa a 19 kilómetros de la capital provincial. El término municipal está atravesado por la carretera nacional N-420, entre los pK 598 y 601. El relieve del municipio está definido por el valle del río Alfambra y por un terreno irregular, con numerosos barrancos, entre Sierra Palomera al oeste y Sierra del Pobo al noreste. La altitud oscila entre los 1702 m (Alto de la Umbría Negra), en el extremo oriental, y los 980 m a orillas del río Alfambra. El pueblo se encuentra a 998 m sobre el nivel del mar.
Limita con los siguientes municipios: Alfambra, Escorihuela, Teruel, El Pobo, Cedrillas, Cuevas Labradas y Corbalán.

## Historia
A mediados del siglo XIX, el lugar tenía contabilizada una población de 338 habitantes. Aparece descrito en el decimosegundo volumen del Diccionario geográfico-estadístico-histórico de España y sus posesiones de Ultramar de Pascual Madoz de la siguiente manera:

PERALEJOS: l. con ayunt. en la prov., dióc. y part. jud. de Teruel (2 1/2 leg.), aud. terr. de Zaragoza, y c. g. de Aragón. sit. en un llano á la der. del r. Alfambra, goza de clima saludable y templado, y no se conocen enfermedades especiales. Se componen de 99 casas de regular construccion; una escuela de primeras letras concurrida por un corto número de alumnos; igl. parr. (San Bartolomé), servida por un cura de 2.° ascenso, y de provision ordinaria, y un cementerio que en nada perjudica á la salud pública. Confina el térm. por el N. con el de Alfambra; E. el Pobo y Monteagudo; S. Villalba baja, y O. Cedrillas; pasa por él, el precitado r. Alfambra, con cuyas aguas se impulsan un molino harinero y un batan. El terreno es muy quebrado, esceptuando una pequeña vega que tiene La elevada cordillera denominada de Castell-frio, se interpone entre este pueblo y el de Cedrillas, y en ella se observan muchas curiosidades antiguas. Los caminos conducen á los pueblos limítrofes, en mal estado. El correo se recibe de la cap. de la prov. prod.: trigo puro, comun, centeno, cebada, avena, cáñamo, patatas, legumbres y algunas fruta sy hortalizas; hay algun ganado lanar y cabrío, y caza de conejos y perdices. ind.: algunos telares de lienzos, un batan y un molino harinero. pobl.: 84 vec., 338 alm. riqueza imp.: 64,723 reales.
(Madoz, 1849, p. 800)

## Demografía
Peralejos cuenta con una población de 89 habitantes (INE 2024).
| Gráfica de evolución demográfica de Peralejos entre 1842 y 2021                                                     |
| |
| Población de derecho según los censos de población del INE Población de hecho según los censos de población del INE |

## Administrción y política
| Periodo   | Nombre                       | Partido | Partido                           |
| --------- | ---------------------------- | ------- | --------------------------------- |
| 1979-1983 | José Romero Hernández        |         | Unión de Centro Democrático (UCD) |
| 1983-1987 | Gumersindo Hernández Fuertes |         | Alianza Popular (AP)              |
| 1987-1991 | Tomás Yago Gimeno            |         | Alianza Popular (AP)              |
| 1991-1995 | Ezequiel López Corella       |         | Partido Popular de Aragón (PP)    |
| 1995-1999 | Tomás Yago Gimeno            |         | Partido Popular de Aragón (PP)    |
| 1999-2011 | Gumersindo Hernández Fuertes |         | Partido Aragonés (PAR)            |
| 2011-2019 | Juan José Peiró Yago         |         | Partido Popular de Aragón (PP)    |
| 2019-2023 | Carlos López Latorre         |         | Partido Popular de Aragón (PP)    |
| 2023-2027 | Carlos López Latorre         |         | Partido Aragonés (PAR)            |

| Partido político    | Partido político                                   | 2003   | 2007   | 2011   | 2015   | 2019   | 2023   |
| Partido político    | Partido político                                   | Ediles | Ediles | Ediles | Ediles | Ediles | Ediles |
|                     | Partido Aragonés (PAR)                             | 1      | 1      | 1      | 1      | 0      | 2      |
|                     | Partido Popular de Aragón (PP)                     | 0      | 0      | 2      | 2      | 2      | 1      |
|                     | Partido de los Socialistas de Aragón (PSOE-Aragón) | 0      | 0      | 0      | 0      | 1      | 0      |
|                     | Vox                                                | —      | —      | —      | —      | —      | 0      |
| Total de concejales | Total de concejales                                | 1      | 1      | 3      | 3      | 3      | 3      |

## Patrimonio
En su patrimonio histórico destaca la torre de su iglesia, de estilo mudéjar-renacentista. También la ermita barroca de la Virgen del Carmen, que data del siglo XVII. También hay una iglesia gótica del siglo XVI dedicada a San Bartolomé Apóstol.

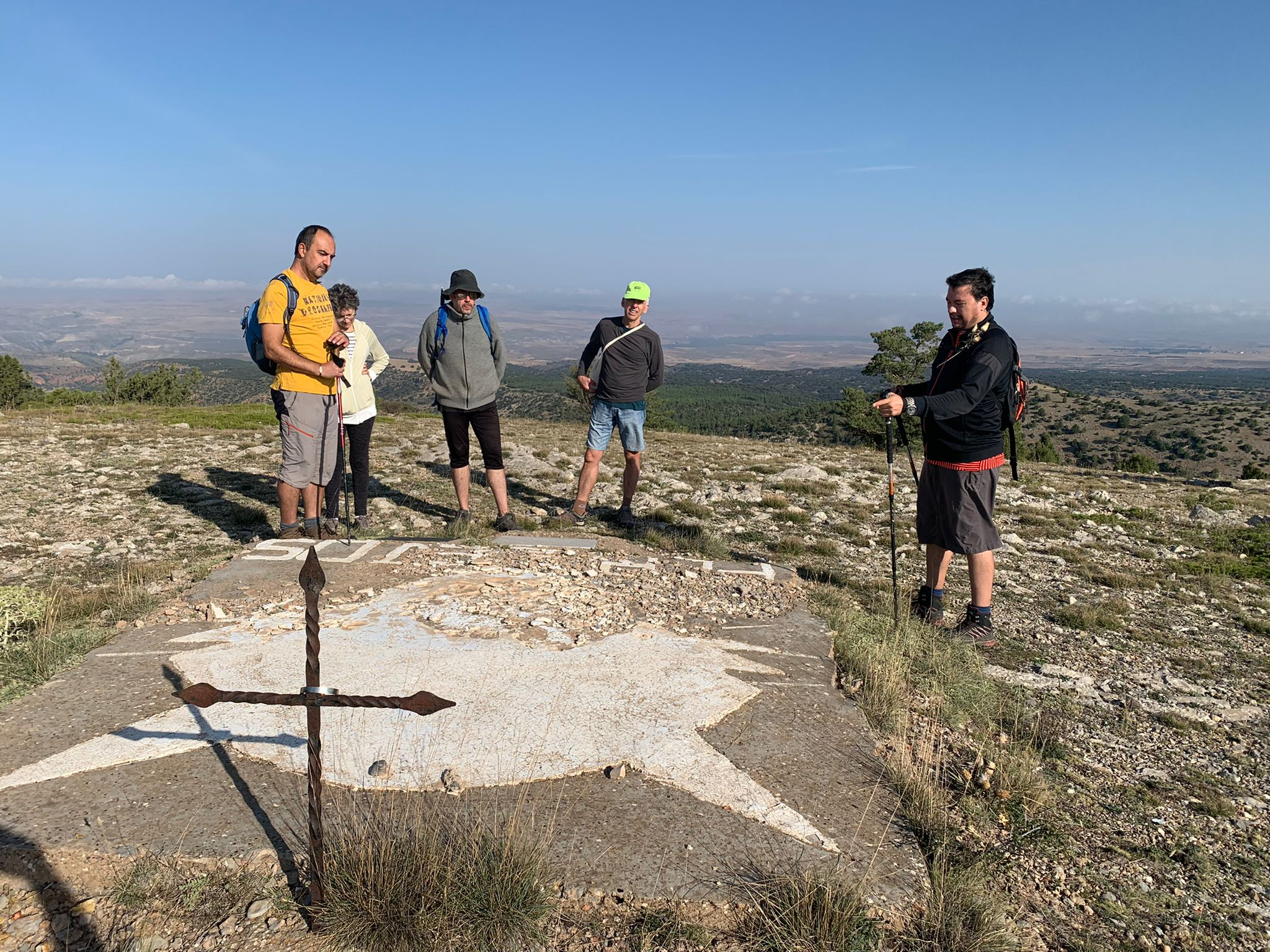
Monolito del Gato

Existe un monolito dedicado a los capitanes del Ejército del Aire José Manuel Hernández Ferri y Gonzalo Gracia Ramos, fallecidos el 4 de mayo de 1984 al estrellarse su avión F-4 Phantom II en la localidad.